# Peter Navarro
Peter Navarro (sinh 15 tháng 7 năm 1949) là một giáo sư kinh tế và chính sách công tại Trường Kinh doanh Merage Paul, Đại học California, Irvine. Navarro có bằng tiến sĩ Kinh tế của trường Đại học Harvard. Ông đã nhận được nhiều giải thưởng giảng dạy tại các khóa học MBA. Trước khi đi dạy, Navarro phục vụ trong Đoàn Hòa bình ở Đông Nam Á và làm việc tại Washington, DC như là một nhà phân tích năng lượng và chính sách môi trường.
Ngày 21 Tháng 12 2016, Navarro được Tổng thống đắc cử Donald Trump lựa chọn làm giám đốc của Hội đồng Thương mại Quốc gia Nhà trắng, một vị trí mới được tạo ra trong ngành hành pháp của chính phủ liên bang Hoa Kỳ.

## Tiểu sử
Navarro sinh ngày 15 tháng 7 năm 1949 tại Cambridge, Massachusetts. Cha của Navarro, Alfred "Al" Navarro, một nghệ sĩ saxophone và nghệ sĩ kèn clarinet, đã dẫn dắt một ban nhạc gia đình, người chơi mùa hè ở New Hampshire và mùa đông ở Florida. Bố mẹ anh ly hôn khi anh 9 hoặc 10 tuổi.. Sau đó, anh sống với mẹ mình, Evelyn Littlejohn, một thư ký Saks Fifth Avenue, tại Palm Beach, Florida. Anh sống ở Bethesda, Maryland trong một căn hộ một phòng ngủ với mẹ và anh trai trong những năm tuổi thiếu niên.
Navarro đã đến Đại học Tufts với học bổng toàn phần, tốt nghiệp năm 1972 với bằng Bachelor of Arts. Sau đó, ông đã dành ba năm trong Quân đoàn Hòa Bình Hoa Kỳ, phục vụ tại Thái Lan. Ông đã kiếm được Thạc sĩ hành chính công từ Trường đại học chính phủ John F. Kennedy năm 1979, và tiến sĩ ngành kinh tế học từ Harvard dưới sự hướng dẫn của Richard E. Cave vào năm 1986.
Navarro là giáo sư tại University of California-Irvine trong hơn 20 năm.

## Sự nghiệp chính trị
Navarro ứng cử tại San Diego, California, ba lần. Năm 1992, ông ra tranh cử thị trưởng, đứng đầu trong cuộc bỏ phiếu lần đầu với các đảng, nhưng để thua Susan Golding của đảng Cộng hòa trong cuộc bầu cử vòng nhì. Năm 1996, ông ứng cử vào Quốc hội huyện 49 cho Đảng Dân chủ, nhưng lại thua Brian Bilbray của đảng Cộng hòa. Năm 2001, Navarro ứng cử trong một cuộc bầu cử đặc biệt để cho đủ ghế hội đồng thành phố Quận 6 San Diego, nhưng bị thua ở vòng đầu.
Trong năm 2016, Navarro làm việc như là một cố vấn về chính sách cho chiến dịch tranh cử Tổng thống Hoa Kỳ 2016 của Donald Trump. Ngày 21 Tháng 12 2016, Navarro được tổng thống đắc cử Donald Trump lựa chọn đứng đầu một vị trí mới được tạo ra, là giám đốc của Hội đồng Thương mại Quốc gia.

## Sự kiện trích dẫn từ học giả không tồn tại
Giữa tháng 10/2019 các báo đưa tin Peter Navarro trong một số cuốn sách của mình đã trích dẫn một học giả và nhà đầu tư được cho là của Harvard tên là "Ron Vara".
Theo một báo cáo mới trong Chronicle Review, bản thân "Ron Vara" không tồn tại và dường như là một bản ngã thay đổi của chính Navarro. Rốt cuộc, "Ron Vara" chỉ đơn giản là từ "Navarro" được sắp xếp lại. Navarro tuyên bố rằng đó "là bút danh ông đã sử dụng trong nhiều năm để bày tỏ quan điểm và hoàn toàn mang giá trị giải trí chứ không phải là một nguồn thực tế nào".